# イエスタデイズ (1933年の曲)
「イエスタデイズ」(Yesterdays) は、ジェローム・カーンが作曲し、オットー・ハーバックが作詞した、1933年の楽曲。
1933年のミュージカル『ロバータ』 (Roberta) のために書かれた曲であり、舞台ではフェイ・テンプルトンが最初に歌った。この曲は、すぐにジャズのミュージシャンたちによって取り上げられ、ジャズのスタンダード曲の中でも代表的なもののひとつとなった。「JazzStandards.com」は、この曲をすべてのスタンダード曲の中で第9位に挙げ「非常に多くのジャズ・アーティストたちが演奏する、現在発売されているCDの中でも、最も多く取り上げられている」としている。
上記ミュージカルを1935年に映画化した『ロバータ』では、アイリーン・ダンがこの曲を歌った。
バーブラ・ストライサンドは、1966年のテレビの特別番組『カラー・ミー・バーブラ』 (Color Me Barbra) でこの曲を歌い、同名のアルバム『カラー・ミー・バーブラ』にも収録した。

## おもな録音
- アーティ・ショウ - Artie Shaw & His Orchestra 1938 (1938)
- ビリー・ホリデイ - Commodore 824055 (1939)
- エロル・ガーナー - Signature label (1945)
- アート・テイタム - Piano Starts Here (1949) - ロサンゼルス、シュライン・オーディトリアムにおけるライブ
- バド・パウエル - Clef/Verve (1950)
- ジョニー・スミス - Moonlight in Vermont - (1952)
- ケニー・ドリュー - Blue Note (1953)
- ベルナール・ペイフェ（フランス語版） - Blue Star (1953)
- ヘレン・メリル
ヘレン・メリル・ウィズ・クリフォード・ブラウン(Helen Merrill) (1954) - クリフォード・ブラウンとの共演
ジャスト・フレンズ (Just Friends) (1989) - スタン・ゲッツとの共演
- マイルス・デイヴィス
マイルス・デイヴィス・オールスターズ Vol.1 (Miles Davis Volume 1) (1954)
Highlights from the Plugged Nickel (1965)
- カーメン・マクレエ - Torchy (1955)
- タル・ファーロウ - タル (Tal) (1956)
- ポール・チェンバース - Bass on Top (1957)
- モダン・ジャズ・カルテット - The Modern Jazz Quartet (1957)
- フォー・フレッシュメン（英語版） - Voices In Latin (1958)
- ハイ・ローズ - Love Nest (1958) -編曲はクレア・フィッシャー（英語版）（器楽編曲はフランク・コムストック（英語版））
- ジェリ・サザン（英語版） - Coffee, Cigarettes and Memories (1958)
- オスカー・ピーターソン
Plays the Jerome Kern Songbook (1959)
Put On a Happy Face (1961) - シカゴ、The London House におけるライブ
- ベニー・ゴルソン - Groovin' with Golson (1959)
- マーガレット・ホワイティング（英語版） - Margaret Whiting Sings the Jerome Kern Songbook (1960)
- スタンリー・タレンタイン - Up at "Minton's" (1961)
- フランク・シナトラ - Sinatra and Strings (1962)
- ブッカー・アーヴィン - The Song Book (1964)
- エラ・フィッツジェラルド - Ella Fitzgerald Sings the Jerome Kern Songbook (1963)
- ソニー・ロリンズ & コールマン・ホーキンス - Sonny Meets Hawk! (1963)
- ベン・ウェブスター - There Is No Greater Love (1965)
- バーブラ・ストライサンド - Color Me Barbra (1966)
- ビル・エヴァンス - Further Conversations with Myself (1967)
- レイ・チャールズ - A Portrait of Ray (1968)
- フランク・ロソリーノ - Conversation (Live) (1975)
- クレア・フィッシャー - Alone Together (1977)
- サン・ラ - Reflections in Blue (1986)
- マリアンヌ・フェイスフル - Strange Weather (1987)
- ラリー・コリエル - Shining Hour (1989)[2]
- マッコイ・タイナー - Revelations (1989)
- デイヴ・ブルーベック - Once When I Was Very Young (1991)
- ロザンナ・ヴィトロ（英語版） - Reaching for the Moon (1991)
- ジューン・クリスティ - A Friendly Session, Vol. 2 (1999) - ジョニー・ガルニエリ（英語版）・クインテット
- パトリシア・バーバー（英語版） - Nightclub (2000)
- ベルト・ファン・デン・ブリンク（オランダ語版）とクレア・フィッシャー - Bert van den Brink Invites Clare Fischer (2001)
- エルキー・ブルックス（英語版） & ハンフリー・リトルトン（英語版） - Trouble in Mind (2002)
- ダドリー・ムーア・トリオ - Jazz Jubilee (2004)[3]
- スティーヴィー・ホランド - More Than Words Can Say (2006)
- ゴードン・グッドウィンズ・ビッグ・ファット・バンド（英語版） - Act Your Age (2008)[4]